# Мидлфилд (Охајо)
Мидлфилд (енгл. Middlefield) град је у америчкој савезној држави Охајо.

## Демографија
По попису из 2010. године број становника је 2.694, што је 461 (20,6%) становника више него 2000. године.
| Група             | 2000.         | 2010.         |
| Белци             | 2.175 (97,4%) | 2.590 (96,1%) |
| Афроамериканци    | 19 (0,9%)     | 22 (0,8%)     |
| Азијати           | 8 (0,4%)      | 16 (0,6%)     |
| Хиспаноамериканци | 12 (0,5%)     | 22 (0,8%)     |
| Укупно            | 2.233         | 2.694         |